# Casa de Comedias (Montevideo)
La Casa de Comedias fue el primer teatro que existió en Montevideo.

## Historia
La Casa de Comedias fue inaugurada en 1793 motivada por varios factores, entre ellos el político. En el Montevideo bajo dominación española, el gobernador de Montevideo Antonio Olaguer Feliú y el comandante del Río de la Plata Antonio de Córdoba, solicitaron al comerciante portugués Manuel Cipriano de Mello y Meneses a que en un corral alquilado erigiera la Casa de Comedias para "divertir los ánimos de los habitantes de este pueblo que podrían padecer alguna quiebra en su fidelidad, con motivo de la libertad, que había adoptado la Revolución Francesa".
Como antecedente se puede mencionar una nota de 1792 descubierta por el profesor Juan Carlos Sábat Pebet en el cual se relata la presentación en Montevideo de un espectáculo de títeres de Juan Camacho. Por otra parte Lauro Ayestarán menciona funciones teatrales brindadas por oficiales de la marina española comandados por Juan Jacinto de Vargas en un circo improvisado en la plazoleta del fuerte lo cual despertó en el pueblo montevideano "extraordinario interés y coadyuvó a la erección de nuestro primer teatro".
Montevideo fue la última capital en ser fundada por la corona española y como tal, la aparición de la experiencia teatral fue tardía respecto a otros puntos de América. Al momento de inauguración de la Casa de Comedias de Montevideo, la Casa de Comedias de México ya tenía 200 años, el Corral de Santo Domingo en Lima había comenzado a funcionar en 1600, el Coliseo de Comedias en Potosí brindaba espectáculos desde 1716 mientras que el Teatro de la Ranchería de Buenos Aires funcionaba desde hacía varios años.

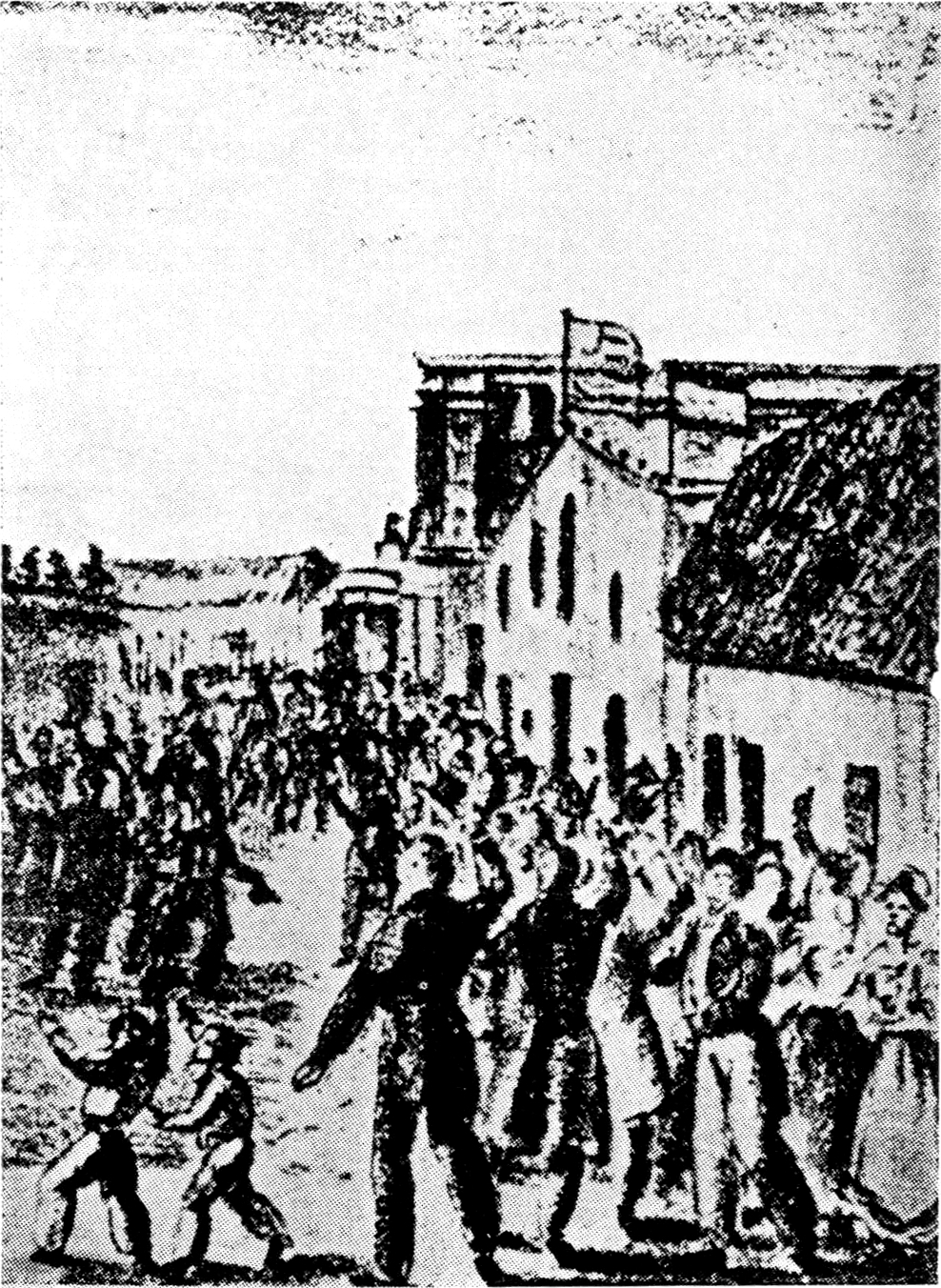
Apunte al carbón hecho por Besnes e Irigoyen en 1838. Sobre la Casa de Comedias puede verse la bandera nacional.

Los espectáculos en la Casa de Comedias continuaron hasta que los ingleses tomaron Montevideo el 3 de febrero de 1807. Esa construcción fue destinada entonces como sala de remates de casimires y artículos de almacén, según fue publicado en La Estrella del Sur. Luego que las tropas inglesas fueron expulsadas, el teatro volvió a funcionar como tal y el 12 de agosto del mismo año se estrenó la obra "La lealtad más acendrada y Buenos Aires vengada", que tomaba como marco histórico las recientes invasiones. Su autor, el presbítero Juan Francisco Martínez fue el primer oriental en escribir una obra teatral en el territorio que luego se convertiría en Uruguay.

## El edificio
Surge de los apuntes del calígrafo y dibujante Juan Manuel Besnes e Irigoyen, que la Casa de Comedias era una construcción muy modesta, que no era otra cosa que un gran galpón con techo de tejuelas. Su interior fue descrito en 1807 por un oficial de la expedición del brigadier Craufurd de la siguiente forma:

"La casa era extremadamente buena, pero sus dimensiones escasas; estaba dividida en diversos puntos, similar a los sitios de diversiones en esta ciudad; pienso que sea como el Teatro de la Ópera y otros muchos teatros extranjeros; la cabeza del apuntador aparece por una puertecita abierta en el piso. Aquí no hay galería, y los palcos bajos están a ras del suelo. Presumo que en el área del patio en el cual los asientos están divididos, los asientos de palcos son para ocho personas, y que habrá un límite para la admisión de asistentes, pues si esto no interesa tanto a los propietarios, en cambio, ha de importar mucho a los espectadores, y conviene proteger a éstos de los empujones, apretones y pinchazos, según enseña la experiencia de los salones de fiestas de Inglaterra. La techumbre está soportada por pilastras de grandes dimensiones, las cuales, con exclusión de su agradable estructura quitan la vista de gran parte de la audiencia con la única ventaja de ofrecer un hermoso conjunto."

## Destino posterior

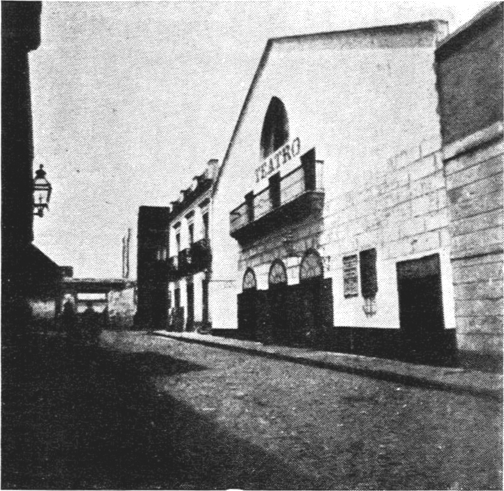
Fotografía de la Casa de Comedias tomada hacia 1879, poco antes de su demolición.

A partir de 1814 el teatro fue conocido como "Coliseo" aunque continuó llamándose "Casa de Comedias" alternativamente. En setiembre de 1843 pasa a tener el nombre de "Teatro del Comercio". Posteriormente se le llamó "Teatro Nacional" y finalmente tomó la denominación "Teatro de San Felipe y Santiago" o simplemente "Teatro de San Felipe". Fue demolido hacia 1878 y reinaugurado como "Teatro San Felipe" o "Nuevo San Felipe". En 1905 el edificio colonial fue nuevamente demolido junto a otras edificaciones de esa manzana y en su lugar fue edificada la residencia de la familia Ortiz de Taranco. Esa residencia conocida en la actualidad como Palacio Taranco fue cedida al Estado en 1940 y es actualmente sede del Museo de Artes Decorativas de Montevideo.